# Trophée de France 1999
Navigation
Édition précédente Édition suivante
Le Trophée de France est une compétition internationale de patinage artistique qui se déroule en France au cours de l'automne. Il accueille des patineurs amateurs de niveau senior dans quatre catégories: simple messieurs, simple dames, couple artistique et danse sur glace. En 1999 il s'appelait également Trophée Lalique.
Le treizième Trophée de France est organisé du 18 au 20 novembre 1999 au palais omnisports de Paris-Bercy. Il est la quatrième compétition du Grand Prix ISU senior de la saison 1999/2000.

## Résultats

### Messieurs
| Rang | Nom                 | Pays       | Points | Prog. court | Prog. libre |
| ---- | ------------------- | ---------- | ------ | ----------- | ----------- |
| 1    | Aleksey Yagudin     | Russie     | 1.5    | 1           | 1           |
| 2    | Vincent Restencourt | France     | 4.5    | 5           | 2           |
| 3    | Ivan Dinev          | Bulgarie   | 5.0    | 4           | 3           |
| 4    | Laurent Tobel       | France     | 5.5    | 3           | 4           |
| 5    | Michael Weiss       | États-Unis | 6.0    | 2           | 5           |
| 6    | Jayson Dénommée     | Canada     | 9.0    | 6           | 6           |
| 7    | Frédéric Dambier    | France     | 11.0   | 8           | 7           |
| 8    | Jan Čejvan          | Slovénie   | 11.5   | 7           | 8           |
| 9    | Patrick Meier       | Suisse     | 13.5   | 9           | 9           |
| 10   | Andre Kaden         | Allemagne  | 15.0   | 10          | 10          |
| 11   | Naoki Shigematsu    | Japon      | 16.5   | 11          | 11          |

### Dames
| Rang    | Nom                     | Pays        | Points | Prog. court | Prog. libre |
| ------- | ----------------------- | ----------- | ------ | ----------- | ----------- |
| 1       | Maria Butyrskaya        | Russie      | 1.5    | 1           | 1           |
| 2       | Viktoria Volchkova      | Russie      | 3.0    | 2           | 2           |
| 3       | Sarah Hughes            | États-Unis  | 4.5    | 3           | 3           |
| 4       | Jennifer Robinson       | Canada      | 8.5    | 9           | 4           |
| 5       | Sanna-Maija Wiksten     | Finlande    | 9.0    | 8           | 5           |
| 6       | Diána Póth              | Hongrie     | 9.0    | 6           | 6           |
| 7       | Fumie Suguri            | Japon       | 10.5   | 5           | 8           |
| 8       | Brittney McConn         | États-Unis  | 12.0   | 10          | 7           |
| 9       | Sephanie Von der Thusen | Allemagne   | 15.0   | 12          | 9           |
| 10      | Yulia Vorobieva         | Azerbaïdjan | 15.5   | 11          | 10          |
| Abandon | Laëtitia Hubert         | France      |        |             |             |

### Couples
| Rang | Nom                                       | Pays       | Points | Prog. court | Prog. libre |
| ---- | ----------------------------------------- | ---------- | ------ | ----------- | ----------- |
| 1    | Sarah Abitbol / Stéphane Bernadis         | France     | 1.5    | 1           | 1           |
| 2    | Tatiana Totmianina / Maksim Marinin       | Russie     | 3.5    | 3           | 2           |
| 3    | Dorota Zagórska / Mariusz Siudek          | Pologne    | 5.0    | 4           | 3           |
| 4    | Kyoko Ina / John Zimmerman                | États-Unis | 5.0    | 2           | 4           |
| 5    | Kristy Sargeant / Kris Wirtz              | Canada     | 7.5    | 5           | 5           |
| 6    | Tiffany Scott / Philip Dulebohn           | États-Unis | 9.0    | 6           | 6           |
| 7    | Julia Obertas / Dimitry Palamarchuk       | Ukraine    | 10.5   | 7           | 7           |
| 8    | Valerie Saurette / Jean-Sébastien Fecteau | Canada     | 12.0   | 8           | 8           |
| 9    | Marina Khalturina / Valerly Artyuchov     | Kazakhstan | 14.0   | 10          | 9           |
| 10   | Katarina Rybkowski / Rico Rex             | Allemagne  | 14.5   | 9           | 10          |

### Danse sur glace
| Rang | Nom                                     | Pays        | Points | Danse imposée | Danse originale | Danse libre |
| ---- | --------------------------------------- | ----------- | ------ | ------------- | --------------- | ----------- |
| 1    | Marina Anissina / Gwendal Peizerat      | France      | 2.0    | 1             | 1               | 1           |
| 2    | Barbara Fusar-Poli / Maurizio Margaglio | Italie      | 4.0    | 2             | 2               | 2           |
| 3    | Margarita Drobiazko / Povilas Vanagas   | Lituanie    | 6.0    | 3             | 3               | 3           |
| 4    | Sylwia Nowak / Sebastian Kolasiński     | Pologne     | 8.0    | 4             | 4               | 4           |
| 5    | Naomi Lang / Peter Tchernyshev          | États-Unis  | 10.0   | 5             | 5               | 5           |
| 6    | Galit Chait / Sergei Sakhnovski         | Israël      | 12.0   | 6             | 6               | 6           |
| 7    | Isabelle Delobel / Olivier Schoenfelder | France      | 14.0   | 7             | 7               | 7           |
| 8    | Megan Wing / Aaron Lowe                 | Canada      | 16.0   | 8             | 8               | 8           |
| 9    | Eliane Hugentobler / Daniel Hugentobler | Suisse      | 18.0   | 9             | 9               | 9           |
| 10   | Charlotte Clements / Gary Shortland     | Royaume-Uni | 20.0   | 10            | 10              | 10          |

## Sources
- (en) Résultats du Trophée Lalique 1999 sur le site de l'International Skating Union
- Patinage Magazine N°70 (Décembre 1999-Janvier 2000)